# Crystal Kay
Crystal Kay, artiestennaam van Crystal Kay Williams, onder haar fans vooral bekend als Kuri (Japans: クリ), (Yokohama, 26 februari 1986) is een Japanse J-pop-artieste. Crystal Kay spreekt vloeiend Engels en Japans en heeft ook Frans gestudeerd. Het merendeel van haar liedjes is tweetalig en heeft een erg westers R&B-geluid.

## Biografie
Crystal Kay werd geboren op een legerbasis in Yokohama als de dochter van een Afro-Amerikaanse vader (een bassist uit New Jersey) en een Zuid-Koreaanse moeder (een professionele zangeres). Opgroeiend met muzikanten als ouders begon Crystal op haar dertiende zelf een muzikale carrière.
Crystal is geboren en getogen in Japan, maar terwijl haar vader in Yokosuka gestationeerd was ging ze naar een internationale school (Kinnick High School). Tegenwoordig studeert ze aan de Sophia-universiteit in Tokio. 

## Discografie

### Albums
| Album met eventuele hitnotering(en) in de Nederlandse Album Top 100 | Datum van verschijnen | Datum van binnenkomst | Hoogste positie | Aantal weken | Opmerkingen |
| ------------------------------------------------------------------- | --------------------- | --------------------- | --------------- | ------------ | ----------- |
| C.L.L CRYSTAL LOVER LIGHT                                           | 23-03-2000            | -                     |                 |              |             |
| 637 -always and forever-                                            | 22-08-2001            | -                     |                 |              |             |
| almost seventeen                                                    | 23-10-2002            | -                     |                 |              |             |
| 4 REAL                                                              | 27-11-2003            | -                     |                 |              |             |
| NATURAL                                                             | 17-12-2003            | -                     |                 |              |             |
| CK5                                                                 | 13-06-2004            | -                     |                 |              |             |
| Crystal Style                                                       | 02-03-2005            | -                     |                 |              |             |
| Call me Miss...                                                     | 22-02-2006            | -                     |                 |              |             |
| ALL YOURS                                                           | 20-06-2007            | -                     |                 |              |             |

### Singles
| Single met eventuele hitnotering(en) in de Nederlandse Top 40 | Datum van verschijnen | Datum van binnenkomst | Hoogste positie | Aantal weken | Opmerkingen |
| ------------------------------------------------------------- | --------------------- | --------------------- | --------------- | ------------ | ----------- |
| Eternal Memories                                              | 01-07-1999            | -                     |                 |              |             |
| TEENAGE UNIVERSE ~Chewing Gum Baby                            | 09-09-1999            | -                     |                 |              |             |
| こみちの花 / Komichi no Hana                                  | 03-11-1999            | -                     |                 |              |             |
| Shadows of Desire                                             | 23-03-2000            | -                     |                 |              |             |
| LOST CHILD                                                    | 15-02-2001            | -                     |                 |              |             |
| LOST CHILD                                                    | 09-05-2001            | -                     |                 |              |             |
| Ex-Boyfriend                                                  | 04-07-2001            | -                     |                 |              | met VERBAL  |
| think of U                                                    | 28-11-2001            | -                     |                 |              |             |
| hard to say                                                   | 07-08-2002            | -                     |                 |              |             |
| Girl U Love                                                   | 23-11-2002            | -                     |                 |              |             |
| Boyfriend -part II-                                           | 22-01-2003            | -                     |                 |              |             |
| I LIKE IT (Crystal Kay loves m-flo)                           | 18-06-2003            | -                     |                 |              |             |
| REEEWIND! (m-flo loves Crystal Kay)                           | 18-06-2003            | -                     |                 |              |             |
| Candy                                                         | 22-10-2003            | -                     |                 |              |             |
| Can't be stopped!                                             | 27-11-2003            | -                     |                 |              |             |
| Motherland                                                    | 12-05-2004            | -                     |                 |              |             |
| Bye My Darling                                                | 27-11-2004            | -                     |                 |              |             |
| Kiss                                                          | 26-01-2005            | -                     |                 |              |             |
| 恋におちたら / Koi ni Ochitara                                | 18-05-2005            | -                     |                 |              |             |
| Two as One (Crystal Kay x CHEMISTRY)                          | 05-10-2005            | -                     |                 |              |             |
| Kirakuni/Together                                             | 08-02-2006            | -                     |                 |              |             |
| きっと永遠に / Kitto Eien ni                                  | 17-01-2007            | -                     |                 |              |             |
| こんなに近くで... / Konna ni Chikaku de...                    | 28-02-2007            | -                     |                 |              |             |
| あなたのそばで / Anata no Soba de                             | 16-05-2007            | -                     |                 |              |             |